# Chasan (stacja kolejowa)
Chasan (ros. Хасан) – stacja kolejowa w miejscowości Chasan, w rejonie chasańskim, w Kraju Nadmorskim, w Rosji.
Jest to jedyna rosyjska stacja graniczna na granicy z Koreą Północną. Stacją graniczną po stronie koreańskiej jest Tumangang, do której prowadzi linia przez Most Przyjaźni Koreańsko-Rosyjskiej na rzece Tuman.
Na stacji organizowane były uroczystości powitalne przywódców Korei Północnej zmierzających koleją do Rosji.
W II dziesięcioleciu XXI w. zmodernizowano odcinek z Chasanu do portu w Rasŏnie, w północnokoreańskiej Specjalnej Strefie Ekonomicznej Rajin-Sonbong. Tor liczy trzy szyny, aby był dostosowany zarówno do rosyjskiego rozmiaru 1520 mm jak i używanego w Korei rozstawu 1435 mm.

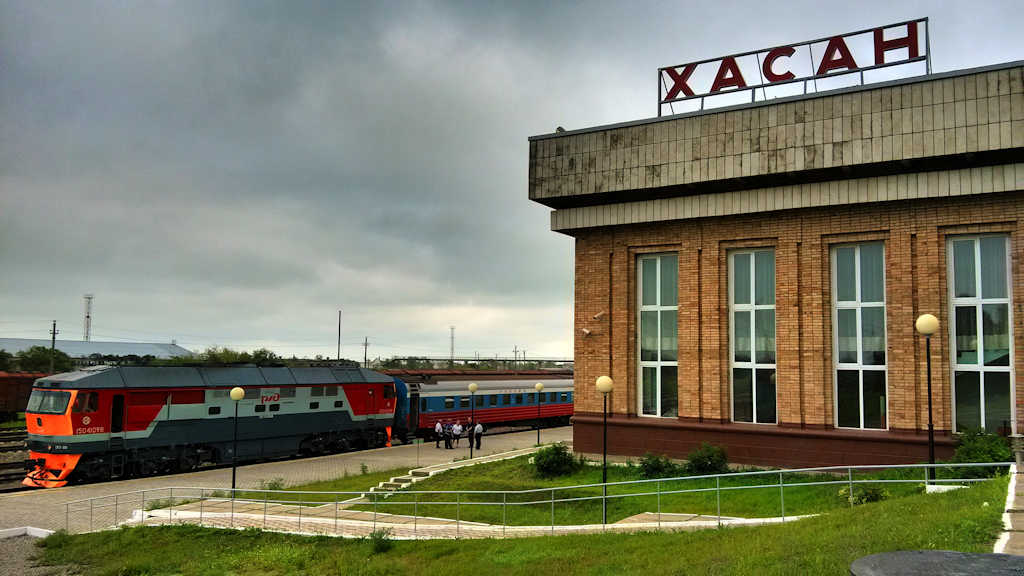
Peron i budynek stacyjny
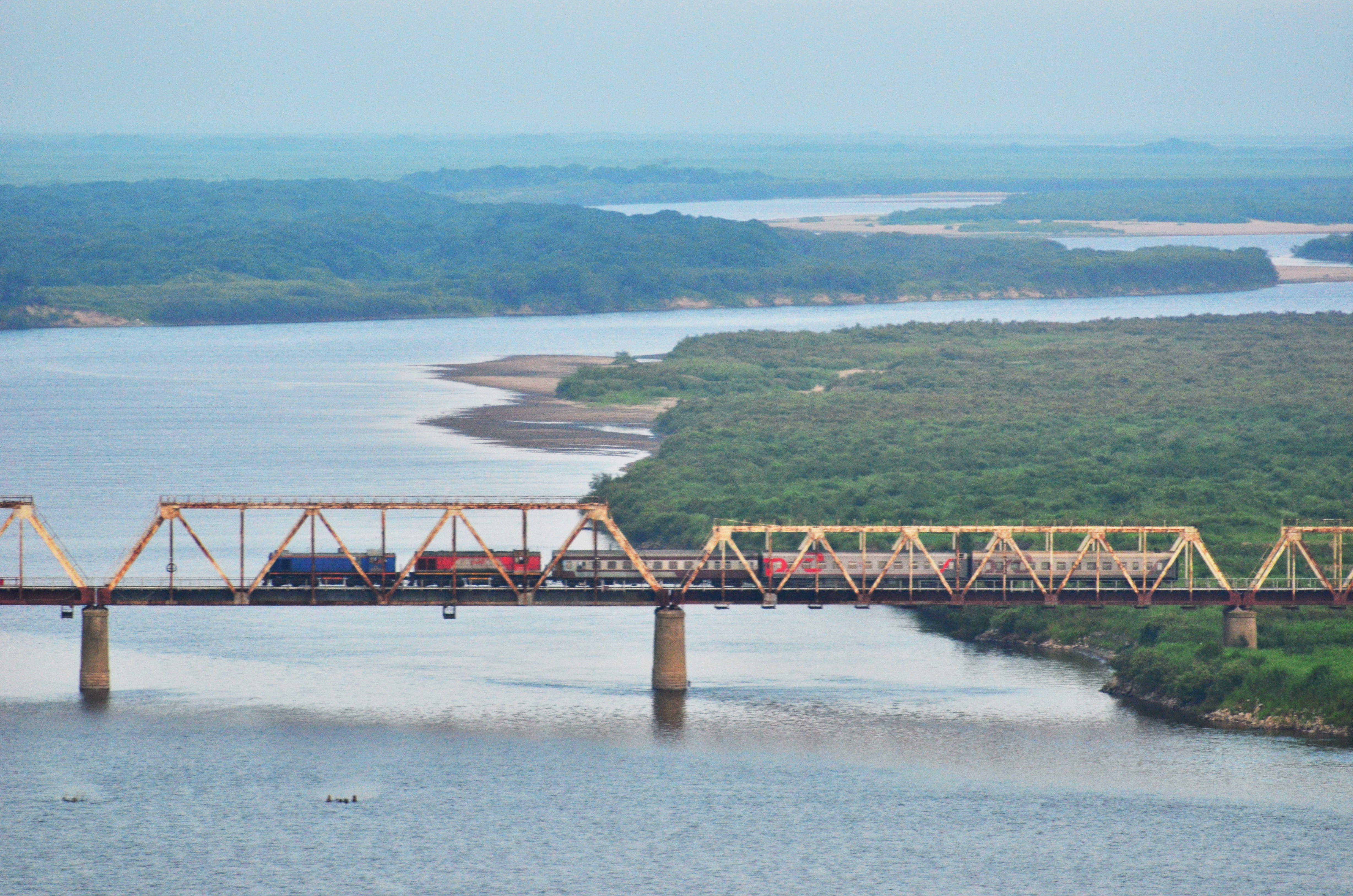
Most Przyjaźni na granicy północnokoreańsko-rosyjskiej